# Centro Universitario de Formación de la Policía Nacional

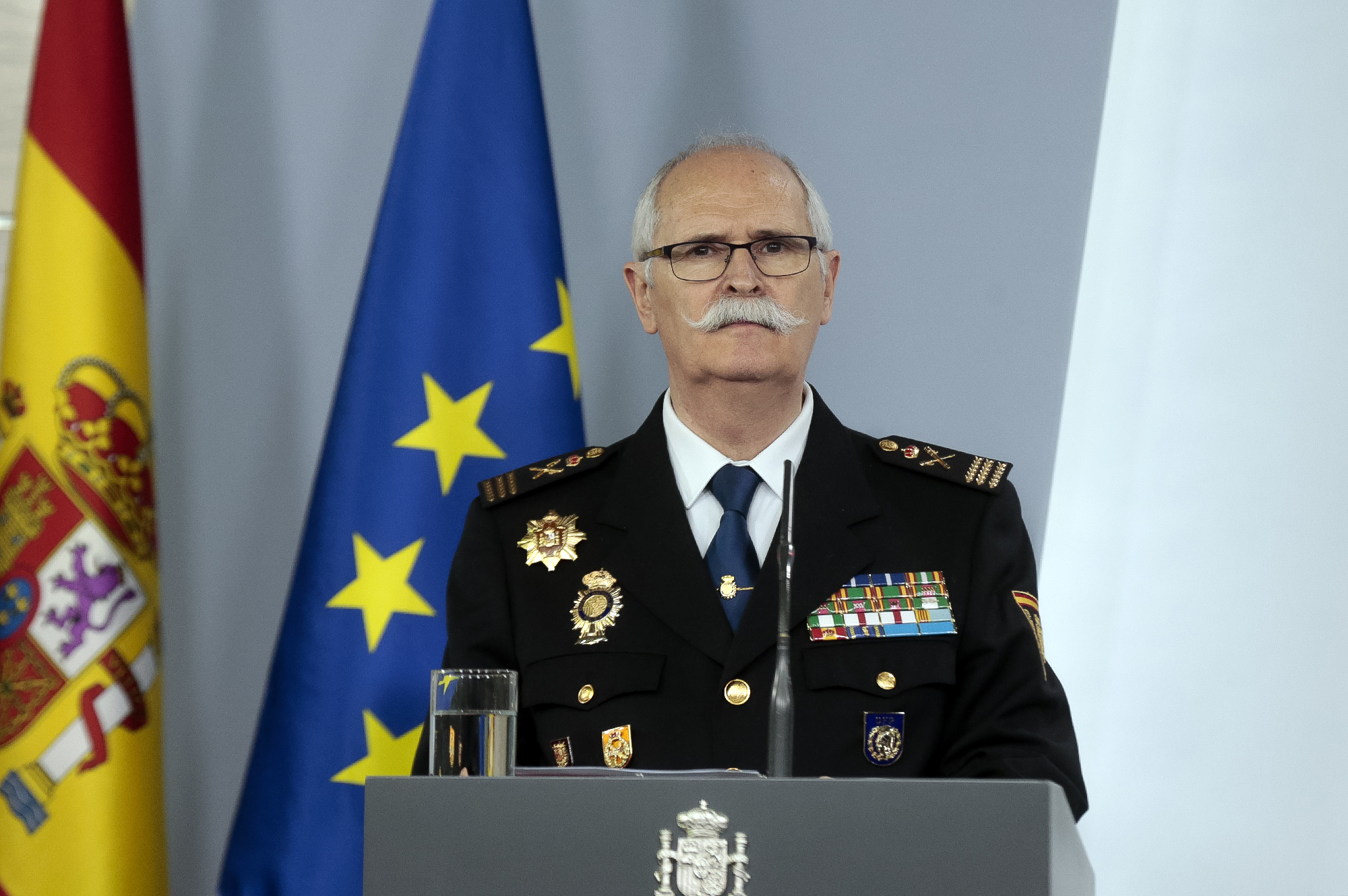
El comisario principal jubilado José García Molina, director del Centro Universitario de la Policía.

El Centro Universitario de Formación de la Policía Nacional (CUFPN) es un centro universitario del Cuerpo Nacional de Policía de España que imparte estudios superiores al personal policial. El centro universitario está adscrito al Ministerio del Interior, a través de la Dirección General de la Policía, y tiene su sede en la Escuela Nacional de Policía de Ávila. Asimismo, se encuentra adscrito a efectos académicos a la Universidad de Salamanca (USAL).
Desde el 9 de septiembre de 2022, el director del CUFPN es el comisario principal jubilado José García Molina.

## Historia
El Centro Universitario de Formación de la Policía Nacional se creó en agosto de 2022, con la aprobación de sus estatutos. Sin embargo, el organismo educativo estaba previsto ya en la Ley Orgánica 9/2015, de 28 de julio, de Régimen de Personal de la Policía Nacional, pero el mandato de esta ley no fue desarrollado hasta la aprobación de la Ley 22/2021, de 28 de diciembre, de Presupuestos Generales del Estado para el año 2022, que dispuso la creación del centro y le otorgó un presupuesto inicial de cuatro millones de euros para su puesta en funcionamiento.
En septiembre de 2022 se nombró su primer director, el comisario principal jubilado José García Molina y se aprobó el convenio entre el CUFPN y la Universidad de Salamanca (USAL) para que esta última le preste asistencia material y docente y de validez a los títulos y cursos impartidos en el centro, entre otros acuerdos. El Centro fue oficialmente inaugurado por el rey Felipe VI el 24 de octubre de 2022, dando inicio al curso académico.

## Estudios
Para el curso 2022-23, el Centro Universitario de la Policía ofrecía los siguientes estudios:
- Grado en Estudios Policiales. Cuenta con cuatro años de duración y se imparten asignaturas de la rama de las ciencias sociales y jurídicas (Derecho, Sociología y Psicología), así como de la rama de Ingeniería y Arquitectura (Informática).[13]
- Máster Universitario en Seguridad y Función Policial. Un año de duración.[14]

## Consejo Académico
Para prestar asesoramiento al titular de la Dirección General de la Policía y a la Dirección del Centro Universitario existe un Consejo Académico, como órgano colegiado consultivo, académico y de participación.
El Consejo Académico está integrado por:
- Los jefes de Áreas de grado, máster y doctorado del Centro Universitario.
- Un representante de la Escuela Nacional de Policía.
- Un representante del Centro de Altos Estudios Policiales.
- Un representante del Centro de Actualización y Especialización.
- Dos representantes de cada una de las universidades públicas a las que se adscriba el Centro Universitario, relacionados con las titulaciones impartidas.